# Gamigo
Gamigo AG (estilizado como gamigo) es un distribuidor alemán para juegos de navegador, juegos para móviles y juegos en línea multijugador masivos, proveedor de software como servicio y soluciones en el campo de Cloud Computing. La empresa tiene su sede en Hamburgo, con otras ubicaciones alemanas en Berlín, Münster, Darmstadt y Colonia. Además de las cinco ubicaciones alemanas, Gamigo AG también tiene sucursales en Varsovia (Polonia), Seúl (Corea del Sur), Estambul (Turquía), Nueva York, Redwood City, Austin y Chicago (EE. UU.). Gamigo AG está expandiendo constantemente su propia cartera de juegos mediante la adquisición de empresas de la industria de los juegos y la tecnología de la información y mediante la adquisición de licencias de juegos y derechos de publicación.

## Historia
En 2000, Gamigo fue fundada por los hermanos Holger, Ralf y Rolf Klöppel y Lars Koschin en Rheine como una revista en línea para juegos de PC y consolas y fue financiada poco tiempo después por inversores financieros BMP y AS Venture. Además de crear una de las mayores revistas de juegos en línea en idioma alemán en ese momento, la empresa también se concentró en alquilar servidores de juegos para varios tiradores 3D, como Counterstrike. En el campo del alquiler de servidores de juegos con su propia marca Gamigostrike, Gamigo fue uno de los primeros proveedores en participar significativamente en el desarrollo del mercado, en ocasiones, fue el líder del mercado en Alemania. En mayo de 2001, Gamigo compró los derechos de licencia del juego "Die 4. Revelation" del actual servicio de seguridad de correo electrónico Vircom y publicó el primer juego de rol en línea localizado en alemán. A esto le siguieron otros juegos que se ofrecieron en alemán: Anarchy Online (mayo de 2002), Tactical Commanders (junio de 2003) y Puzzle Piraten (mayo de 2004).
En 2003 murió el fundador Holger Klöppel. Ralf Klöppel dejó la empresa en 2005, Rolf Klöppel y Lars Koschin en 2007.
En 2008 se lanzaron los juegos Last Chaos y Fiesta Online. Gamigo se expandió a otros países europeos y lanzó las versiones en francés y español de Shot Online y Last Chaos. En el mismo año, Axel Springer AG adquirió todas las acciones de BMP AG en Gamigo. En 2009, Gamigo se convirtió en una subsidiaria al 100% de Axel Springer AG. "Last Chaos" también se podía jugar en polaco y fue el primer juego de la editorial en llegar a más de un millón de jugadores registrados en Europa.
En 2010, Gamigo publicó Cultures Online el primer juego de producción propia desarrollado por el equipo de desarrollo alemán Funatics. A finales de 2010, la empresa también adquirió acciones del estudio de desarrollo alemán Reakktor Media. El juego de acción en línea "Black Prophecy" fue desarrollado y operado conjuntamente. En 2011, Gamigo adquirió el 20,1% de las acciones del estudio de desarrollo coreano de Fiesta Online, OnsOn Soft.
En julio de 2012, se anunció que Gamigo había sido pirateado y que más de 8 millones de direcciones de correo electrónico con contraseñas hash se habían hecho públicas. Gamigo restableció las contraseñas, informó a los usuarios y les pidió que establecieran nuevas contraseñas.
En octubre de 2012, Axel Springer AG vendió todas las acciones de Gamigo AG al inversor estratégico Samarion. El 28 de junio de 2013, Gamigo anunció que su subsidiaria de propiedad absoluta Gamigo Advertising GmbH había comprado la comunidad en línea gulli.com.
El 7 de diciembre de 2013, Gamigo AG adquirió la licencia norteamericana para el producto de cartera "Last Chaos" de Aeria Games.
En 2015, Gamigo AG adquirió Looki Publishing, GameSpree y el editor de juegos en línea de Berlín, Infernum Games. Por lo tanto, la compañía está ampliando su cartera para incluir los títulos Desert Operations, Kings and Legends y Dragons Prophet. Además, Gamigo se hizo cargo del especialista en pagos móviles Mobile Business Engine y del comercializador de juegos Poged.
En mayo de 2016, Gamigo anunció que había adquirido la editorial Aeria Games de ProSiebenSat.1. La empresa amplió así su catálogo, los juegos Aura Kingdom, Twin Saga, S4 League, Wolf Team, Ironsight, Grand Fantasia y Eden Eternal, así como Echo of Soul. Además, los derechos de licencia fueron adquiridos a Fiesta Online.
En julio de 2017, Gamigo adquirió el 100 por ciento de las acciones de Mediakraft Networks GmbH. La red multicanal se ocupó de reconocidas personalidades de YouTube como "LeFloid", "Die Lochis" y "Space Frogs".
En octubre de 2018, el grupo Gamigo adquirió la mayoría de los activos del desarrollador y editor de juegos estadounidense Trion Worlds Inc. esto incluía la propia plataforma de la compañía, así como los activos de los juegos Trove, Rift, Defiance 2050, Atlas Reactor y los derechos de publicación del MMORPG coreano ArcheAge.
En febrero de 2019, el grupo Gamigo colocó un bono corporativo en la Bolsa de Valores de Frankfurt y NASDAQ de Estocolmo por un monto inicial de 32 millones de euros con una opción adicional para completar hasta 50 millones de euros.
En abril de 2019, Gamigo Inc. adquirió el editor de juegos estadounidense WildTangent Inc. en forma de un acuerdo de activos. Gamigo Inc. tiene su sede cerca de Seattle en Bellevue, WA 98004, EE. UU.
En enero de 2020, Gamigo AG adquirió los principales activos de Verve Wireless Inc., una plataforma de datos móviles de América del Norte para video programático basado en la ubicación y marketing de visualización.

## Modelo de negocio
Inicialmente, Gamigo ofrecía Juego de rol multijugador masivo en línea con suscripción mensual. Sin embargo, a lo largo de los años, quedó claro que solo las producciones muy grandes con el apoyo adecuado de marketing y relaciones públicas podían lograr un número suficiente de suscriptores para poder sobrevivir a largo plazo. La administración está utilizando el potencial de los llamados juegos Free-to-play de Asia, que se pueden descargar de forma gratuita y sin cuotas mensuales. En cambio, los artículos virtuales se pueden comprar con dinero real, lo que aumenta la comodidad en el juego o ahorra tiempo. Por ejemplo, los "impulsores" que otorgan una bonificación a los puntos de experiencia o la moneda en el juego son muy populares. Las monturas, las prendas especiales o las mascotas también son populares entre los jugadores.
Gamigo también ofrece servicios B2B para proveedores externos y se basa en una combinación de crecimiento orgánico y adquisiciones de títulos de juegos, empresas de medios y tecnología para expandir el catálogo principal de Gamigo.

## Premios
- Black Prophecy – Massively's Best of E3 2010 (categoría Biggest Surprise)[21]
- Jagged Alliance Online – Deutscher Entwicklerpreis Mejor juego de navegador 2012[22]

## Videojuegos
| Navegador: - Jagged Alliance Online - Pirate Galaxy - Taern - Blut. Tod. Vergeltung. - Die Ratten - Kings and Legends - War 2 Glory - Desert Operations - Wargame 1942 - Generals of War | Clientes: - Trove - ArcheAge - ArcheAge: Unchained - Defiance 2050 - Rift - Champions of Regnum - Fiesta Online - Golfstar - King of Kings 3 - Last Chaos - Loong: Power of the Dragon - Loong Dragonblood DE - Aura Kingdom - Echo of Soul - Grand Fantasia - Ironsight - Shaiya - S4 League - Champions of Regnum** | Descontinuados o no publicados: - Anarchy Online - Black Prophecy - Bloody Bite* - Brick-Force - Cultures Online - Die 4. Offenbarung** - Dreamlords - Dungeon Empires - Elements of War Online* - Generals of War - Goal United** - Grimlands* - Heroes in the Sky** - Level R - Magic Campus - Martial Empires - Soul Master** - UFO Online* | - Mytheon* - Navy Field - NeoSteam - Nexus Conflict - Patrizier Online* - Puzzle Piraten - Romadoria - Savage Hunt - Shot Online** - Slapshot Underground - Smash Online - Tactical Commanders - The Witcher: Versus - War of Angels* |

* El juego fue anunciado pero nunca lanzado o nunca salió de la versión beta.
** La licencia del juego no fue renovada y otra compañía lo ha operado desde entonces.